# Hargrave (Suffolk)
Hargrave is een civil parish in het bestuurlijke gebied St Edmundsbury, in het Engelse graafschap Suffolk.